# جاورسیان
جاورسیان شهری در مرکز بخش قره‌چای (شراء) شهرستان خنداب در استان مرکزی ایران است.